# وست‌پوئنته ولی (کالیفرنیا)
وست‌پوئنته ولی (به انگلیسی: West Puente Valley) یک منطقهٔ مسکونی در ایالات متحده آمریکا است که در شهرستان لس‌آنجلس، کالیفرنیا واقع شده است. وست‌پوئنته ولی ۴٫۵۶۴ کیلومتر مربع مساحت و ۲۲٬۶۳۶ نفر جمعیت دارد و ۹۸ متر بالاتر از سطح دریا واقع شده است.